# Amatepec (municipi)
Amatepec és un municipi mexicà, capital de l'estat de Mèxic. És també el cap de municipi i de la municipalitat homònima. Se situa a la part nord-occidental de l'estat i limita al nord amb els municipis de Tejupilco, al sud amb Tlatlaya, a l'oest amb Michoacán i a l'est amb Guerrero.